# ان‌جی‌سی ۲۱۶۹
ان‌جی‌سی  ۲۱۶۹ (انگلیسی: NGC 2169) یک خوشه باز در صورت فلکی شکارچی است. این خوشه احتمالاً پیش از سال ۱۶۵۴ توسط جووانی باتیستا اودیرنا و توسط ویلیام هرشل در ۱۵ اکتبر ۱۷۸۴ کشف شد. ان‌جی‌سی ۲۱۶۹  در فاصله حدود ۳۶۰۰ سال نوری از زمین قرار دارد. به دلیل شباهت قابل توجه آن به عدد «۳۷» به آن «خوشه ۳۷» لقب داده شده است.